# Meschyritsch (Riwne)
Meschyritsch (ukrainisch Межиріч; russisch Межирич Meschiritsch, polnisch Międzyrzecz Ostrogski) ist ein Dorf im Süden der ukrainischen Oblast Riwne mit etwa 1100 Einwohnern (2001). Im Ort befindet sich das denkmalgeschützte Kloster Meschyritsch aus dem 16. bis 17. Jahrhundert.

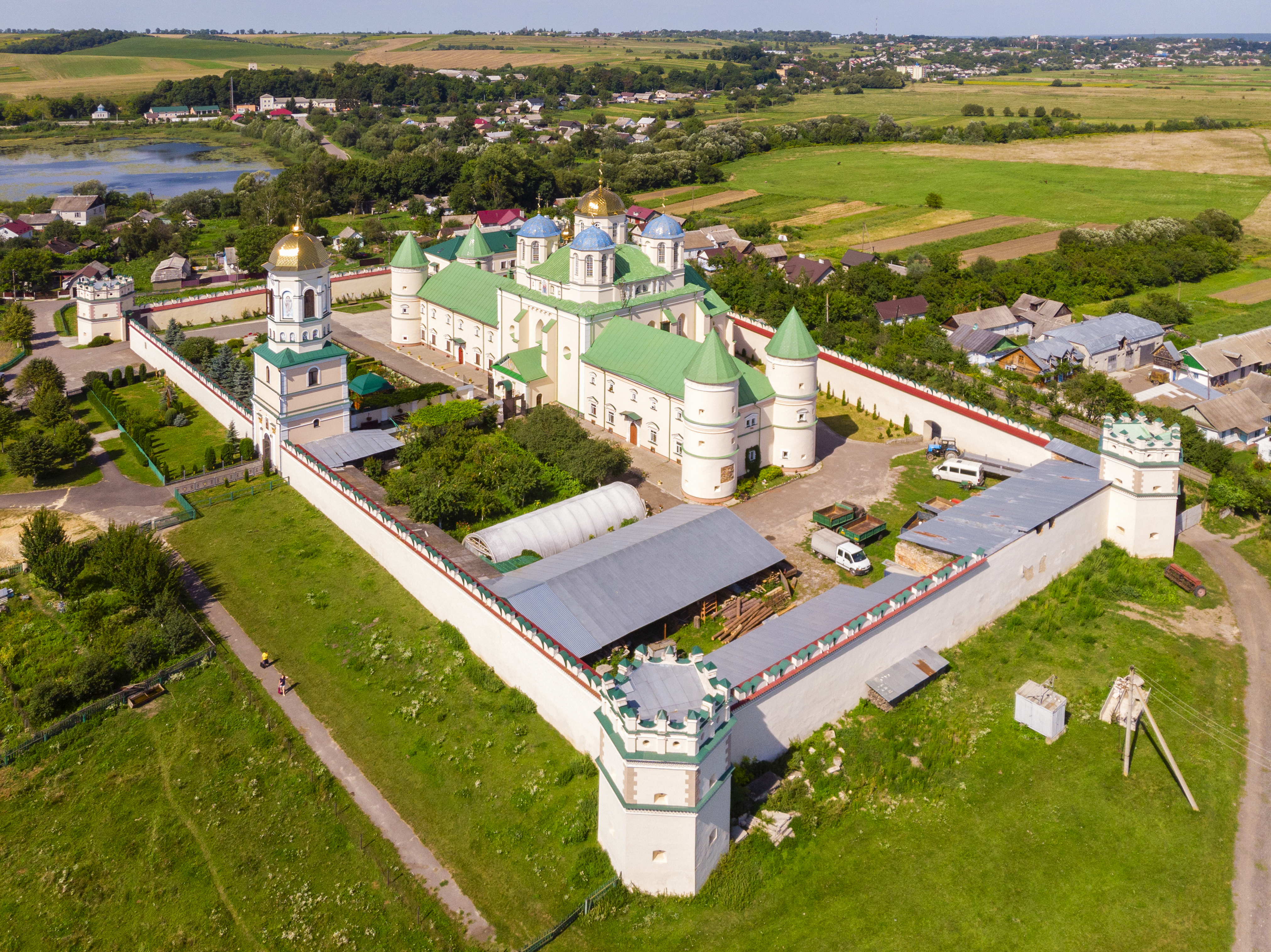
Das Meschyritsch-Kloster in der Ortschaft

## Geografie
Das Dorf liegt am Ufer der Wilija, einem 77 km langen Nebenfluss der Horyn, sowie an der Regionalstraße P–26 5 km südwestlich vom ehemaligen Rajonzentrum Ostroh und etwa 50 km südöstlich der Oblasthauptstadt Riwne.
Am 12. Juni 2020 wurde das Dorf ein Teil neu gegründeten Stadtgemeinde Ostroh im Rajon Ostroh; bis dahin bildete es zusammen mit den Dörfern Prykordonne (Прикордонне) und Slobidka (Слобідка) die Landratsgemeinde Meschyritsch (Межиріцька сільська рада/Meschyrizka silska rada) im Südosten des Rajons Ostroh.
Am 17. Juli 2020 wurde der Ort Teil des Rajons Riwne.

## Geschichte
Bei Gründung des Dorfes im Jahr 1396 lag es in der Adelsrepublik Polen-Litauen (Woiwodschaft Wolhynien). Nach der 3. Teilung Polens kam der Ort 1795 in das Gouvernement Wolhynien des Russischen Kaiserreiches. Nach dem Ende des Ersten Weltkrieges kam die Ortschaft an die Zweite Polnische Republik (Woiwodschaft Wolhynien). Nach Beginn des Zweiten Weltkrieges wurde das Gebiet zunächst durch sowjetische und ab 1941 durch deutsche Truppen besetzt und kam nach Kriegsende 1945 zur Ukrainischen Sozialistischen Sowjetrepublik der UdSSR. Nach der Unabhängigkeit der Ukraine 1991 wurde Meschyritsch ein Teil derselben.